# Валик, Владимир Семёнович
Влади́мир Семёнович Ва́лик (15.08.1899, Киев — 17.06.1939, Москва) — сотрудник органов ВЧК−ОГПУ−НКВД, майор государственной безопасности, депутат Верховного Совета РСФСР I созыва. Входил в состав особой тройки НКВД СССР. Расстрелян в 1939 году. Не реабилитирован.

## Биография
Владимир Валик родился 15 августа 1899 году в Киеве. По национальности украинец ( в анкетах писал, что русский). В начале XX века вместе с родителями переезжает в город Баку. Там же заканчивает гимназию.
После начала событий, связанных с Октябрьским переворотом 1917 года, примкнул к большевикам Закавказья. Состоял в РКП(б) в 1918 году. В органах ВЧК-ГПУ-НКВД с 1921 года.

### Служба в 1928—1934 годах
- до 1928 г. — начальник Секретного отдела ОГПУ по ЗСФСР.
- с 1928 г. по декабрь 1929 г. — начальник Секретного отдела Полномочного представительства (ПП) ОГПУ по Дальневосточному краю.
- с декабря 1929 г. по февраль 1930 г. — начальник Читинского окротдела ОГПУ.
- с февраля 1930 г. по 1934 г. — начальник секретно-политического отдела (СПО)/Секретно-оперативного управления (СОУ) ПП ОГПУ по Северному краю.

### Служба в 1934—1939 годах

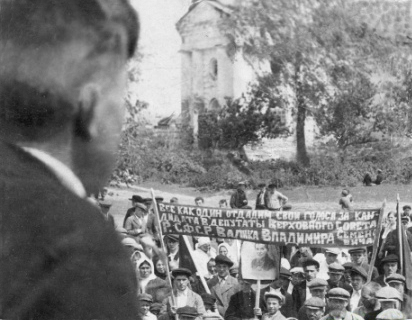
Митинг по выдвижению Валика В. С. кандидатом в депутаты Верховного Совета РСФСР I созыва, 1938 г.

- с 1934 г. по 27 февраля 1937 года — зачислен в действующий резерв (ГУПВО НКВД СССР). По некоторым данным[3], в том числе из воспоминаний его сына[4], этот период связан с работой в составе МВД Монголии.
- 20 января 1937 г. — присвоено звание майор государственной безопасности[5].
- с 27 февраля 1937 г. по 8 октября 1937 года — помощник начальника УНКВД Западной области[6].
- с 8 октября 1937 г. по 15 сентября 1938 г. — заместитель начальника УНКВД Орловской области[7]. Этот период отмечен вхождением в состав областной тройки, созданной по приказу НКВД СССР от 30.07.1937 № 00447[8] и активным участием в сталинских репрессиях[9].

В 1938 году Владимир Валик был избран депутатом Верховного Совета РСФСР I созыва по Комаричскому избирательному округу Орловской области.
- с 15 сентября 1938 г. по 9 марта 1939 г. — начальник Норильского ИТЛ НКВД[11].

### Арест и смерть
Арестован 1 января (по др. данным 18 февраля) 1939 года.
- 9 марта 1939 г. — уволен из органов НКВД в связи с арестом согласно ст. 38 п. «б» Положения о прохождении службы начсоставом ГУГБ НКВД[12].
- 15 июня 1939 года — приговорён ВКВС СССР по ст. 58-1 «а» («измена Родине»), 58-8 («террор»)  и 58-11 («участие в антисоветской организации в органах НКВД)» к высшей мере наказания.

Показания на Владимира Валика были получены, в частности, от его коллег Наседкина А. А. и Викторова-Новосёлова М. П.. Он обвинялся в том, что, проходя службу в органах ОГПУ/НКВД на Северном Кавказе и Монголии, «проводил антисоветскую работу по линии ослабления деятельности органов НКВД по разоблачению контрреволюционных элементов», а также, за «перегибы» в работе УНКВД по Орловской области «по разоблачению» и осуждению советских граждан, якобы занимавшихся антисоветской деятельностью.
В процессе предварительного следствия В. С. Валик признал себя виновным. Однако, на допросе в судебном заседании ВКВС СССР 15 июня 1939 года, от данных им ранее показаний отказался, заявив, что оговорил себя.
По мнению Всеволода Меркулова истинной причиной ареста и расстрела явилась месть Лаврентия Берии за то, что В. Валик и А. К. Залпетер, во время работы в 1927—1928 годах, фактически выступили против него в серьёзном конфликте с его оппонентом Иваном Павлуновским.
Владимир Валик был расстрелян 17 июня 1939 года в одной группе с С. Д. Эдельманом,  Н. Ф. Геворкяном  и Д. И. Густовым . Место захоронения — «могила невостребованных прахов» № 1 крематория Донского кладбища. Начальник Валика руководитель УНКВД Орловской обл. майор ГБ П. Ш. Симановский был расстрелян в феврале 1940 г. как вредитель и сообщник Н. И. Ежова и М. П. Фриновского (также не реабилитирован)
Валик В. С. не реабилитирован и согласно ст. 4 Закона РФ от 18 октября 1991 г. N 1761-I «О реабилитации жертв политических репрессий»  реабилитации не подлежит.

## Награды
- Знак Почётный работник ВЧК-ГПУ (V) № 86 «За отличия в деле защиты завоеваний революции. В ознаменование V годовщины ВЧК-ГПУ»[20].
- 28.12.1927 — Орден Красного Знамени «За особые отличия в деле защиты завоеваний революции. В ознаменование 10-летия ОГПУ»[21].